# ضیفه خاتون

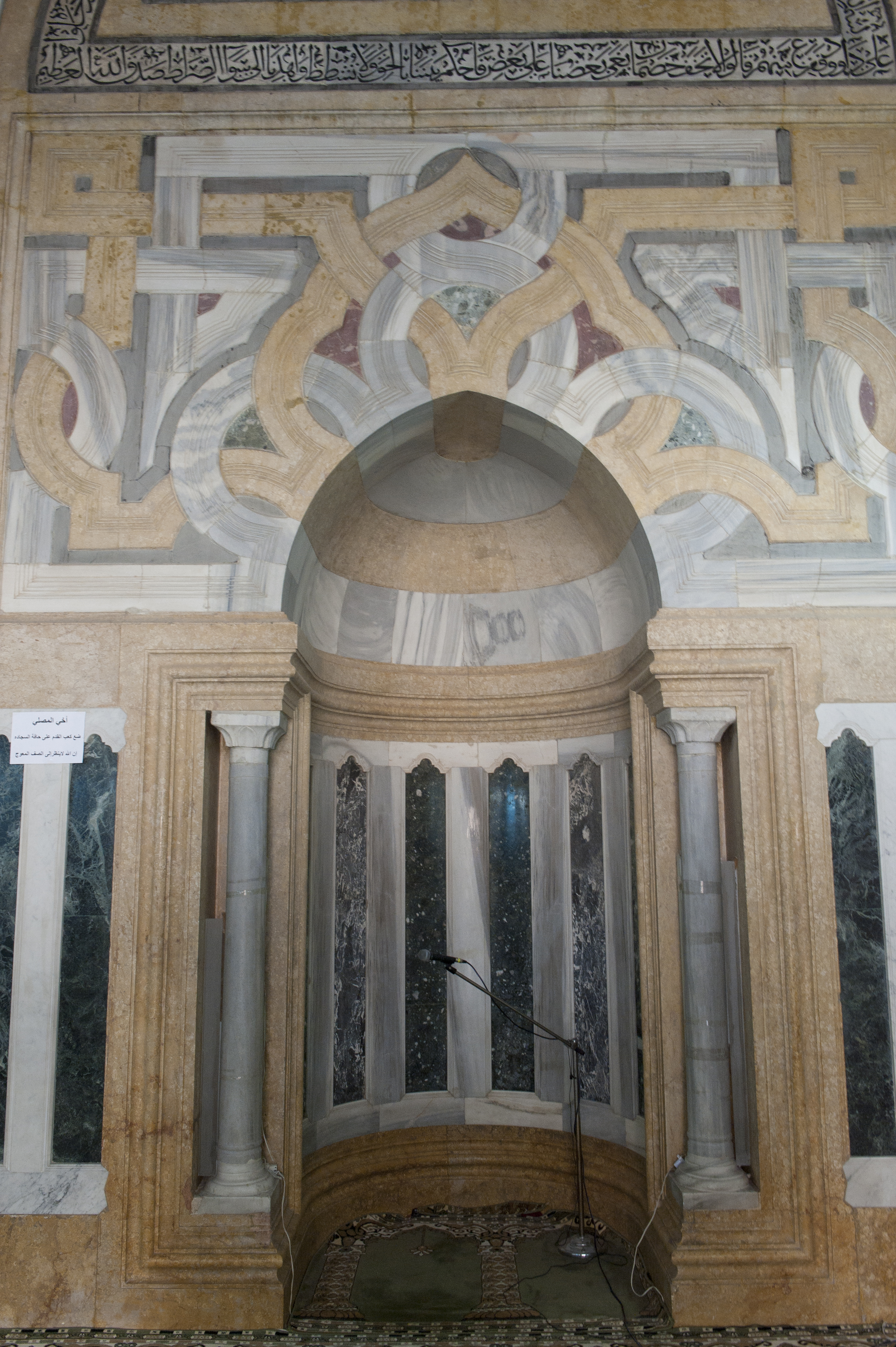
مقبره ضیفه خاتون

ضیفه خاتون (عربی: ضيفة خاتون؛ ۱ ژانویهٔ ۱۱۸۵ – ۱۲۴۲)، نایب‌السلطنه حلب از سال ۱۲۳۶ از ۱۲۴۲ بود. وی دختر عادل یکم و برادرزاده صلاح‌الدین ایوبی، سلطان ایوبی مصر بود که بعدها با الظاهر غازی پسر صلاح‌الدین ازدواج کرد.